# Canada aux Jeux olympiques d'été de 1960
L'équipe olympique du Canada participe aux Jeux olympiques d'été de 1960 à Rome. Elle y remporte une médaille : une en argent, se situant à la 32e place des nations au tableau des médailles. L'athlète Carl Schwende est le porte-drapeau d'une délégation canadienne comptant 85 sportifs.